# Балыкин, Викула Фёдорович
Вику́л Фёдорович Балы́кин (1860 — после 1932) — известный старообрядческий художник-иконописец.

## Биография
Родился в деревне Чулпаниха, Кляндинской волости, Свияжеского уезда, Казанской губернии в 1860 году. В начале 1880-х годов переехал с семьёй на Алтай. Жил в селе Шмаково Залесовской волости Барнаульского уезда (ныне вошло в состав села Залесово Алтайского края).
Репрессирован в 1931 году. Числилось: дом, амбар, хлев, баня, телега, литовка, серп, 2 курицы. В 1930 раскулачен (все отобрано), февраль 1931 г. — «за умышленное растранжиривание своего имущества и уничтожение скота» (двух куриц) — 2 года под стражей и штраф, апрель 1931 г.- окончательный приговор по статьям 58/10 и 59/2: «… вел контрреволюц. повстанцеско-пораженческую агитацию…» Райуполномоченный Макаров. Приговор: ссылка с кулаками на Север. 21.01.1932 — подтверждение, что направлен в г. Томск. Дальнейшая судьба неизвестна.
Реабилитирован 26.09.1992 года.
По вере был старообрядцем Белокриницкого согласия, строго придерживался канонов. Имел официальный патент на иконописание. Каноничность выражалась и в манере иконописи: лики святых, изображённые на иконах, необычайно одухотворены, благодаря чему создаётся их психологический портрет.

## Творчество
Самая большая и цельная коллекция икон в Государственном художественном музее Алтайского края представляет творчество старообрядческого иконописца из села Шмаково В. Ф. Балыкина. Живший достаточно изолированно от близкой ему по духу религиозно-художественной среды, он, тем не менее, проявлял незаурядную духовную чуткость в вопросах иконописания. Ему чужды откровенные проявления крестьянского художественного мышления («краснушки», «чернушки», одежды с цветочками и кружочками, как на иконах его ближайшего соседа и ровесника, замечательного сузунского мастера И. В. Крестьянникова).
В наследии Балыкина чётко прослеживаются две разноуровневые группы икон. Одна из них максимально приближена к строгому каноническому письму и выполнялась по заказам окрестных жителей и старообрядческих общин. Другая, казалось бы сугубо рыночная продукция, отмеченная всеми качествами расхожей иконы, но всегда сохраняющая выразительность образов иконописных приёмов. В целом для икон Балыкина характерны: охристый левкас, грубовато обработанная оборотная сторона доски, только тыльные шпонки, отсутствие ковчега, на месте лузги — от одной до трёх линий цветной отводки, иногда чёткая графья заменяет ассист и пробела, опись тонкими белильными и чёрными линиями лика, волос и одежд святых, насыщенные красные, синие, контрастные белые и чёрные сочетания цветов.
Собрание сибирской иконы в Государственном художественном музее Алтайского края не является завершённым. В последние годы открылось творчество ещё нескольких мастеров, ранее известных либо по архивным материалам, либо из устных источников.